# Лучжоу (Чанчжи)
Лучжо́у (кит. упр. 潞州, пиньинь Lùzhōu, буквально: «область Лу») — район городского подчинения городского округа Чанчжи провинции Шаньси (КНР). Название «Лу» восходит к царству Луцзы, существовавшему в этих местах ещё в эпоху Западной Чжоу.

## История
При империи Северная Чжоу в 578 году была образована область Лучжоу (潞州). При империи Мин в 1529 году область Лучжоу была поднята в статусе до Луаньской управы (潞安府). После Синьхайской революции в Китае была проведена реформа административного деления, в ходе которой управы были упразднены.
В 1949 году был образован Специальный район Чанчжи (长治专区), в состав которого вошли Городской район Чанчжи и 16 уездов. В 1950 году Городской район Чанчжи был преобразован в Промышленно-горнодобывающий район Чанчжи (长治工矿区). В 1951 году Промышленно-горнодобывающий район Чанчжи был преобразован в город Чанчжи провинциального подчинения.
В 1958 году Специальный район Чанчжи был переименован в Специальный район Цзиньдуннань (晋东南专区), под юрисдикцию которого перешёл город Чанчжи. В 1970 году Специальный район Цзиньдуннань был переименован в Округ Цзиньдуннань (晋东南地区). В 1975 году Чанчжи вновь стал городом провинциального подчинения, и был разделён на Городской район и Пригородный район.
В 1985 году постановлением Госсовета КНР были расформированы город Чанчжи и округ Цзиньдуннань, Городской и Пригородный районы вошли в состав городского округа Чанчжи.
19 июня 2018 года в соответствии с постановлением Госсовета КНР Городской и Пригородный районы были объединены в район Лучжоу.

## Административное деление
Район делится на 12 уличных комитетов, 5 посёлков и 1 волость.